# Europeiska forskningsrådet
Europeiska forskningsrådet (engelska: European Research Council, ERC) är ett organ för finansiering av vetenskaplig och teknologisk forskning inom Europeiska unionen. Organet inrättades av Europeiska kommissionen 2007 och består av ett oberoende vetenskapsråd, bestående av framstående forskare, och ett genomförandeorgan, som ansvarar för att genomföra rådets arbete. ERC spelar en central roll i unionens ramprogram för forskning. Under perioden 2014-2020 omfattar ERC:s budget totalt 13 miljarder euro, vilket är tänkt att finansiera cirka 7 000 anslagsansökningar. Ungefär 12 procent av de forskare som ansöker om anslag från ERC får sin ansökan beviljad.